# Jósean Log
José Antonio Lozano Gendreau (Cholula de Rivadavia, Puebla, 23 de abril de 1990), más conocido como Jósean Log es un cantante, compositor y multinstrumentista mexicano conocido por su participación en la escena del indie pop. Comenzó su carrera musical en YouTube publicando una versión acústica de su primer sencillo «Chachachá» —que rápidamente se convirtió en el tema que lo lanzó a la fama, pues rebasó los 290 millones de reproducciones en dicha plataforma y más de 500 millones en Spotify—,en él usa una combinación de géneros como el folk, rock, son, bolero y blues. Sus mayores influencias son Manu Chao y Jorge Drexler. Su música la define como pop guapo; lleno de colores y matices. Se le ha comparado con cantantes como Caloncho, que compone música similar.
Jósean mostró interés en la música desde una edad temprana, aprendiendo a tocar instrumentos como la batería, el violín y el piano, antes de centrarse en el ukelele. Estudió música en el Berklee College of Music en Boston, Massachusetts y, al regresar a México, se dedicó a su carrera como músico.
En 2016, Log inició su trayectoria artística con el lanzamiento de sus primeros sencillos como «Chachachá», «Parriba» y «La vida la vida». No fue sino hasta octubre de ese año que inició su debut oficial con el lanzamiento de su primer extended play; Háblate de mí, que incluía una nueva versión de «Chachachá» junto con las canciones «Beso», «Combustión» y «La Luna».  En 2017, participó en varios festivales masivos de música y colaboró con Salomón Beda en la canción «Playa y sol». En 2018, lanzó su segundo EP; Háblame de tú, que incluía las canciones «No quise» y «Contento de contento». Ese mismo año, lanzó el sencillo «Jacaranda». Para 2019, presentó El futuro no existe, que incluyó temas como «Canción sin nombre» y «Alguien como tú».Logrando encabezar los principales listados de pop e indie pop en México y América Latina en plataformas de Streaming.
En total, Log cuenta con cinco miniálbumes; Háblate de mí (2016), Háblame de tú (2018), El futuro no existe (2019), El tiempo locura todo (2020) y Más normal de lo normal (2024). En 2020, colaboró con la colombiana Elsa y Elmar y Daniel, me estas matando, en el sencillo «Grecia». También participó en la canción «Escondidos» de Adrián Bello, además lanzó el sencillo «Reflexión del pasto».Tuvo una colaboración en el álbum Si volviera a nacer de Esteman en la canción «Mar» lanzada en 2021. También ha sido telonero de artistas como Julieta Venegas para sus conciertos en Nueva York y Boston en Estados Unidos. Joseán se ha presentado en eventos musicales, como el Festival Vaivén. Además, ha compartido escenario con artistas y bandas internacionales, como la cantautora chilena Mon Laferte, el grupo australiano Empire of the Sun y el DJ británico Sigala,  entre otros. Su música integra la multiculturalidad de México con sonidos que ha denominado pop guapachoso y sabrosón.

## Biografía y carrera artística

### 2016-2018: Inicios,Háblate de míyHáblame de tú

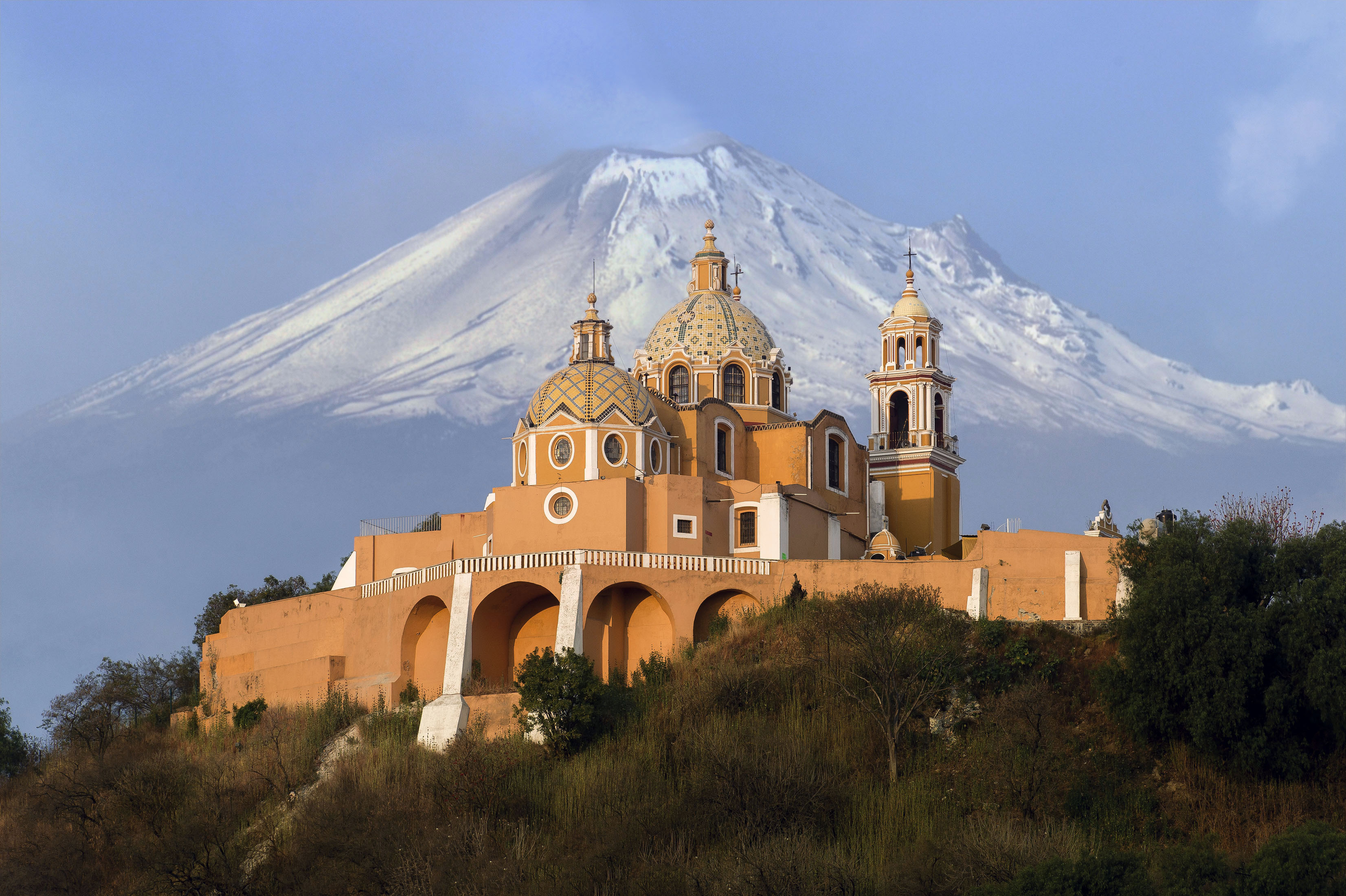
Cholula de Rivadavia, Puebla ciudad donde Log fue criado.

Jósean nació el 23 de abril de 1990, en la ciudad de Cholula, Puebla, el músico mostró desde temprana edad un gran interés por la música, que rápidamente se convirtió en su principal enfoque. Desde niño, comenzó a explorar distintos instrumentos, empezando por la batería y otros instrumentos de percusión, y posteriormente el violín y el piano. Finalmente, encontró el ukulele, convirtiéndolo en un elemento central de su estilo musical. Para desarrollar sus habilidades y conocimientos, continuó su formación en el Berklee College of Music, una institución reconocida internacionalmente en el ámbito musical. Esta experiencia le permitió perfeccionar su técnica y definir su estilo propio. A su regreso a México, decidió lanzar su carrera como intérprete y compositor.
El lanzamiento de Háblate de mí en 2016 representó un avance importante en la carrera de Log dentro de la música independiente en México. Este trabajo abordó temas como el amor, la identidad y la conexión emocional desde una perspectiva madura. Compuesto por cinco temas, el extended play se caracterizó por una producción minimalista que destacaba la voz y las letras del artista. La instrumentación, basada en guitarras acústicas, teclados y arreglos sutiles, creó una atmósfera íntima y reflexiva. El primer tema, «Chachachá», utilizó metáforas para expresar una conexión emocional profunda, mientras que «Beso» trató sobre la fugacidad del tiempo y el valor de los momentos compartidos. «Tierra» presentó un tono optimista sobre la búsqueda de claridad, y el tema titular «Háblate de mí» promovió la autoexploración y la reflexión. La recepción del EP fue favorable, consolidando a Log como un referente en la música independiente y fortaleciendo su conexión con la audiencia.
Su segundo extended play Háblame de tú, lanzado en 2018, continuó este enfoque con canciones que invitan a la introspección y el optimismo; combina principalmente el uso del ukelele. La primera pista, «La vida la vida», destacó por su mensaje positivo sobre disfrutar el presente, mientras que «Combustión» abordó la melancolía de una despedida romántica. En «No quise», el artista exploró la dificultad de dejar ir una relación pasada. Finalmente, «Contento de contento» transmitió un mensaje de autocompasión y aceptación personal frente a las críticas externas. Cada tema en el EP buscó conectar emocionalmente con los oyentes.Háblame de tú se compuso de cuatro canciones originales, todas escritas por él mismo y producido por Mateo Lewis.

### 2019-2023:El futuro no existeyEl tiempo locura todo
El futuro no existe, fue lanzado el 23 de abril de 2019 a través de plataformas digitales, y marcó una etapa más introspectiva en la trayectoria del artista. Con un enfoque más sobrio y una tonalidad melancólica tanto en las letras como en las melodías, el EP muestra una evolución en el estilo del cantautor. Contiene cuatro temas, cada uno de los cuales se caracteriza por un balance entre letras profundas y una instrumentación que permite explorar emociones contrastantes. «Canción sin nombre» abre el EP, con una melodía inicial que puede parecer alegre pero que, en contraste, presenta una letra introspectiva. El tema aborda la búsqueda de propósito y las emociones que acompañan la exploración de la felicidad en lugares incorrectos, así como el desafío de encontrar sentido en la vida y en las relaciones. «Un día más», el segundo tema, se destaca por su suavidad en la instrumentación y por la profundidad de sus letras. Jósean aborda la importancia de dejar ir el pasado y de liberar aquello que causa angustia, reflexionando sobre el perdón y la aceptación para alcanzar la paz personal.

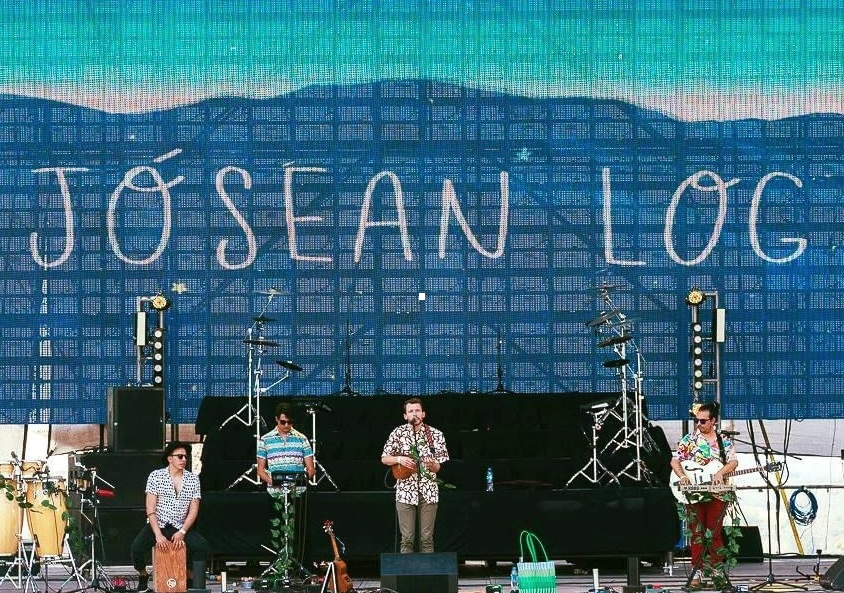
Log en un concierto en vivo con su equipo en el Festival Vaivén.

Dentro de los termas, como; «Alguien como tú» explora la complejidad emocional después de una ruptura amoroso, a través de una letra que refleja la idealización y la búsqueda de una nueva conexión que imite una relación anterior. Log utiliza un estilo irónico y obsesivo en esta canción, acompañada por ritmos optimistas. El extended play cierra con «Sábanas tibias», la letra evoca la intimidad y el deseo de compartir momentos con una persona amada o un ser querido. Con El futuro no existe, el cantante presentó un trabajo que resaltó tanto por la calidad de sus letras como por la capacidad de conectar emocionalmente reflexionando sobre temas universales de la vida como el amor y la introspección.
El tiempo locura todo es una obra que reflexiona sobre la relación del ser humano con el paso del tiempo y las emociones intensas que provoca. En este proyecto, se fusiona géneros como el rap, el trap y el rock, con un enfoque experimental. Cada tema expresa pensamientos sobre los altibajos emocionales, las contradicciones internas y las experiencias personales. El título, El tiempo locura todo, sugiere que el tiempo tiene el poder de transformar nuestras vidas, llevándonos a momentos de caos o desconcierto, pero también de aprendizaje y crecimiento. A través de sus letras, Joséan muestra cómo el tiempo no solo es un concepto físico, sino también psicológico, capaz de cambiar nuestra percepción y generar transformaciones inesperadas. Musicalmente, el EP presenta una producción envolvente, con bases electrónicas, sintetizadores y elementos acústicos.

### 2024-presente:Más normal de lo normal
Más normal de lo normal es el quinto EP de Joséan, en él mezcla varios estilos musicales, manteniendo una coherencia sonora. Su propuesta abarcó géneros como el pop experimental, la música electrónica, el indie y el rock alternativo. Cada tema del disco se caracteriza por una producción cuidada, donde la sonoridad juega un papel clave en la transmisión de las emociones detrás de las canciones. En cuanto a las composiciones, Más normal de lo normal presenta una serie de piezas que exploran temas como la introspección, el amor, la alienación y la cotidianidad. El título del EP es una reflexión irónica sobre los estándares sociales y las expectativas. El proceso de desarrollo ha sido una etapa de evolución para Log, quien ha seguido perfeccionando su estilo y su capacidad de experimentar con nuevas texturas sonoras. Durante la grabación, ha contado con la colaboración de músicos y productores cercanos como Mateo Lewis y Dave Kutch, así como en la ilustración y animación de Isabel Gómez Machado. Fue editado en el estudio de Indri Schaelicke y Drew Blucher. La producción del disco se caracteriza por un enfoque minimalista en el uso de sintetizadores y efectos vocales, lo que permite que las letras sean el foco central sin restar protagonismo a la instrumentación.
El arte visual complementa la propuesta musical de manera efectiva. La portada, con su estética sencilla pero evocadora, refleja la ambigüedad de lo normal, invitando a la reflexión sobre las percepciones sociales de lo común y lo extraordinario. Esta dualidad también se refleja en los videos musicales que acompañan las canciones, generando una atmósfera visual que refuerza la identidad del proyecto. Con Más normal de lo normal, el cantante demuestra su madurez artística y su habilidad para conectar con su audiencia a través de letras concretas y una continua búsqueda de innovación musical. Este miniálbum reafirma su lugar en la música independiente.

## Estilo e influencias
Su propuesta artística se caracteriza por una fusión de géneros musicales y estilos que van desde lo tropical hasta lo electrónico. Su música se define como pop guachaposo, una etiqueta que refleja la amalgama de ritmos autóctonos de la región mexicana, en particular los del ámbito tropical, combinados con elementos de la música electrónica contemporánea y la esencia de las canciones de autor. A lo largo de su carrera, las influencias musicales de Log han sido diversas, abarcando géneros como el folk, el rock, el bolero, la música alternativa y el indie pop. Esta variedad de influencias le ha permitido explorar y expandir su estilo sonoro, en otros géneros.
En cuanto a su estilo, Jósean Log se distingue por su habilidad para combinar diferentes texturas vocales dentro de una misma melodía, creando una dinámica única entre voces y armonías. Además, su enfoque rítmico es igualmente diverso: alterna pasajes más rítmicos y dinámicos con momentos más suaves y relajados, lo que proporciona una experiencia auditiva variada y cautivadora, adaptándose a distintas emociones y momentos. Este equilibrio entre intensidad y calma refleja la versatilidad del artista y su capacidad para conectar auditivamente.

## Filantropía y activismo

### Apoyo a la comunidad LGBT
El uso del lenguaje inclusivo y la defensa de personas no binarias en el uso de la «e» como pronombre inspiró al músico a componer la canción «Queride compañere» en señal de apoyo. El compositor compartió un video en su cuenta de Instagram, acompañado del mensaje: «Las palabras existen cuando se comparten?? #compañere». En la letra, Log reflexionó sobre el poder del lenguaje y su impacto en la realidad, acompañado de su ukelele. La publicación recibió comentarios positivos y apoyo de sus seguidores. Sin embargo, en Twitter la reacción fue diferente; varios usuarios respondieron con burlas y críticas, cuestionando su intención y autenticidad.

## Discografía
EP's
- 2016: Háblate de mí[29]
- 2018: Háblame de tú[30]
- 2019: El futuro no existe[31]
- 2020: El tiempo locura todo[32]
- 2024: Más normal de lo normal[33]

## Videografía
Videos musicales
| Año  | Canción                 | Otro artista | Álbum                   |
| ---- | ----------------------- | ------------ | ----------------------- |
| 2017 | «Chachachá»             | Ninguno      | Háblate de mí           |
| 2017 | «Tierra»                | Ninguno      | Háblate de mí           |
| 2017 | «Beso»                  | Ninguno      | Háblate de mí           |
| 2017 | «La luna»               | Ninguno      | Háblate de mí           |
| 2017 | «Doma»                  | Ninguno      | Háblate de mí           |
| 2018 | «La vida la vida»       | Ninguno      | Háblame de tú           |
| 2018 | «Combustión»            | Ninguno      | Háblame de tú           |
| 2018 | «No quise»              | Ninguno      | Háblame de tú           |
| 2018 | «Contento de contento»  | Ninguno      | Háblame de tú           |
| 2018 | «Jacaranda»             | Ninguno      | Sin álbum               |
| 2019 | «Sábanas tibias»        | Ninguno      | El futuro no existe     |
| 2019 | «Alguien como tú»       | Ninguno      | El futuro no existe     |
| 2019 | «Un día más»            | Ninguno      | El futuro no existe     |
| 2019 | «Canción sin nombre»    | Ninguno      | El futuro no existe     |
| 2019 | «Reflexión del pasto»   | Ninguno      | Sin álbum               |
| 2020 | «Cuando te mueras»      | Ninguno      | El tiempo locura todo   |
| 2020 | «Cumbia del bienvenido» | Ninguno      | El tiempo locura todo   |
| 2020 | «Pruébame de ti»        | Ninguno      | El tiempo locura todo   |
| 2020 | «Algo se enciende»      | Ninguno      | El tiempo locura todo   |
| 2020 | «Si hay algo»           | Ninguno      | El tiempo locura todo   |
| 2023 | «Nada que me guste más» | Ninguno      | Más normal de lo normal |
| 2023 | «Hora de comer»         | Ninguno      | Más normal de lo normal |
| 2023 | «Recuperarlo»           | Ninguno      | Más normal de lo normal |
| 2024 | «¿Qué me dices?»        | Ninguno      | Más normal de lo normal |
| 2024 | «En vez de huir»        | Ninguno      | Más normal de lo normal |
| 2024 | «A pesar de todo»       | Ninguno      | Más normal de lo normal |